# Mimoclystia
Mimoclystia là một chi bướm đêm thuộc họ Geometridae.